# Karl-Heinz Frieden

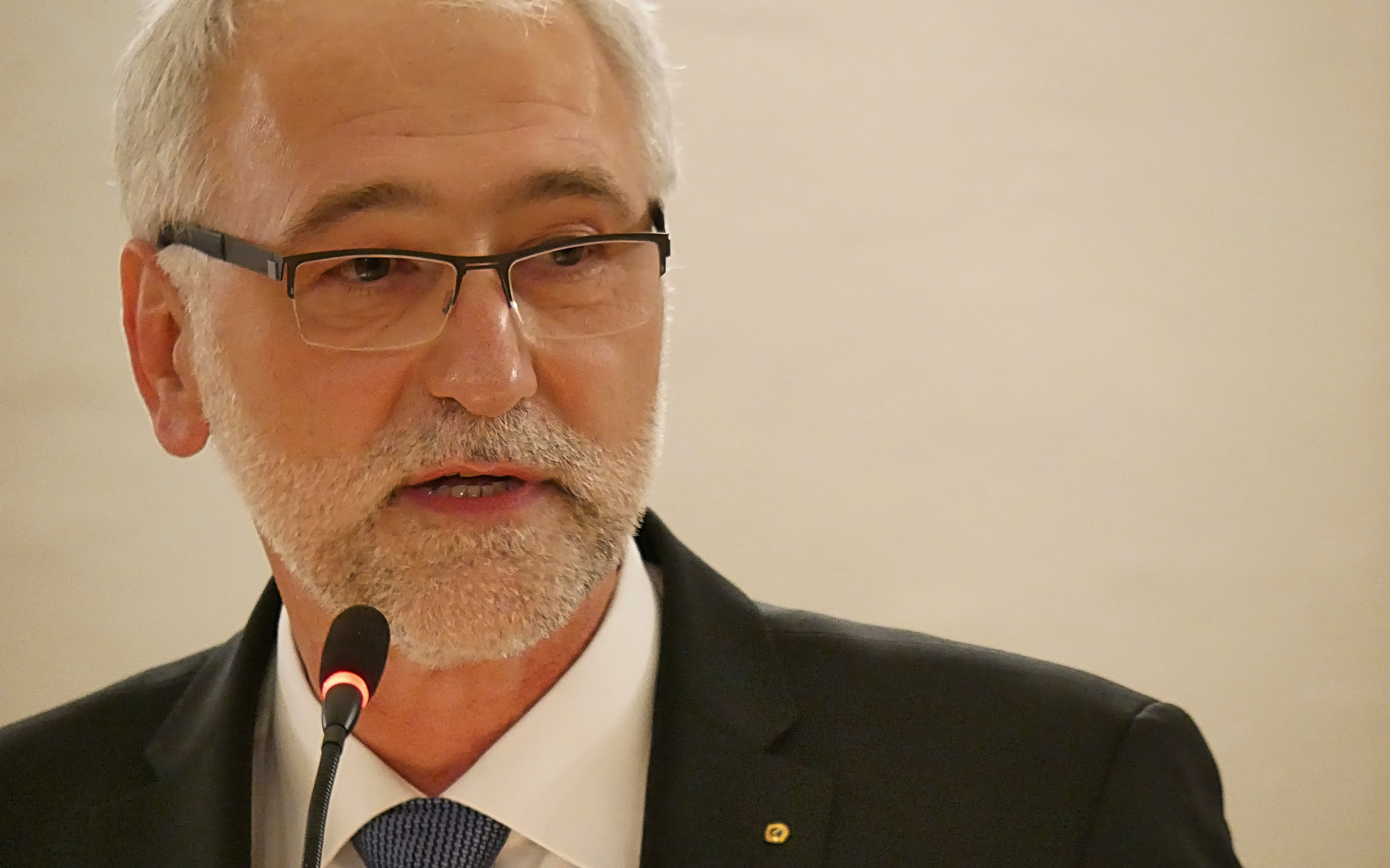
Karl-Heinz Frieden (2017)

Karl-Heinz Frieden (* 1957 in Trier) ist ein ehemaliger deutscher Politiker (CDU). Er war von 2008 bis 2017 Bürgermeister der Stadt und Verbandsgemeinde Konz sowie von 2018 bis 2024 Geschäftsführer des Gemeinde- und Städtebundes Rheinland-Pfalz.

## Leben
Nach Volks- und Realschule (Mittlere Reife 1973) besuchte er das Auguste-Viktoria-Gymnasium Trier und legte dort 1976 sein Abitur ab. Von 1977 bis 1981 studierte er Agrarwissenschaften an der Georg-August-Universität in Göttingen und der Rheinischen-Friedrich-Wilhelms-Universität in Bonn mit dem Abschluss Diplom-Agraringenieur. 1984 wurde er als Agrarwissenschaftler promoviert.
Sein Berufsweg führte ihn zum Weinbauamt Koblenz: er leitete dort die Abteilung für die Anbaugebiete Ahr, Mittelrhein, Mosel-Saar-Ruwer und Nahe. Ab 1991 leitete er die Berufsbildende Schule Landwirtschaft und Weinbau – Beratungs- und Weiterbildungsstelle – in Bernkastel-Kues, ab 1994 bis 2006 das Weinbauamt Wittlich der Landwirtschaftskammer Rheinland-Pfalz.

## Politische Laufbahn
Von 1990 bis 2006 war Karl-Heinz Frieden Ortsbürgermeister der Gemeinde Nittel. Seit 1994 gehört er dem Kreistag Trier-Saarburg an. Er bekleidet eine Vielzahl kommunaler Ehrenämter.
Vom 9. November 2006 bis zum 30. September 2008 war er hauptamtlicher erster Beigeordneter der Verbandsgemeinde Konz und seit dem 1. Oktober 2008 deren Bürgermeister sowie gleichzeitig in Personalunion ehrenamtlicher Stadtbürgermeister von Konz.
Am 23. Januar 2017 wurde Karl-Heinz Frieden zum neuen Geschäftsführer des Gemeinde- und Städtebundes Rheinland-Pfalz gewählt. Er nahm die Tätigkeit am 1. Januar 2018 auf und legte zeitgleich seine Bürgermeisterämter nieder. Zu seinem Nachfolger in Konz wurde Joachim Weber gewählt.
Frieden beendete die Tätigleit als Geschäftsführer des Gemeinde- und Städtebundes Rheinland-Pfalz am 31. März 2024 und trat danach in den Ruhestand.